# Diocesi di Kakamega
La diocesi di Kakamega (in latino Dioecesis Kakamegaënsis) è una sede della Chiesa cattolica in Kenya suffraganea dell'arcidiocesi di Kisumu. Nel 2021 contava 976.830 battezzati su 2.422.201 abitanti. È retta dal vescovo Joseph Obanyi Sagwe.

## Territorio
La diocesi comprende gli antichi distretti civili di Kakamega e Vihiga (prima della riforma del 2007) nella Provincia Occidentale del Kenya.
Sede vescovile è la città di Kakamega, dove si trova la cattedrale di San Giuseppe.
Il territorio si estende su 3.531 km² ed è suddiviso in 43 parrocchie.

## Storia
La diocesi è stata eretta il 27 febbraio 1978 con la bolla Properamus et gestimus di papa Paolo VI, ricavandone il territorio dalla diocesi di Kisumu (oggi arcidiocesi). Originariamente era suffraganea dell'arcidiocesi di Nairobi.
Il 27 aprile 1987 ha ceduto una porzione del suo territorio a vantaggio dell'erezione della diocesi di Bungoma.
Il 21 maggio 1990 è entrata a far parte della provincia ecclesiastica dell'arcidiocesi di Kisumu.

## Cronotassi dei vescovi
Si omettono i periodi di sede vacante non superiori ai 2 anni o non storicamente accertati.
- Philip Sulumeti (28 febbraio 1978 - 5 dicembre 2014 ritirato)
- Joseph Obanyi Sagwe, dal 5 dicembre 2014

## Statistiche
La diocesi nel 2021 su una popolazione di 2.422.201 persone contava 976.830 battezzati, corrispondenti al 40,3% del totale.
| anno | popolazione | popolazione | popolazione | presbiteri | presbiteri | presbiteri | presbiteri                | diaconi | religiosi | religiosi | parrocchie |
| anno | battezzati  | totale      | %           | numero     | secolari   | regolari   | battezzati per presbitero | diaconi | uomini    | donne     | parrocchie |
| ---- | ----------- | ----------- | ----------- | ---------- | ---------- | ---------- | ------------------------- | ------- | --------- | --------- | ---------- |
| 1980 | 368.452     | 1.572.000   | 23,4        | 61         | 12         | 49         | 6.040                     |         | 81        | 169       | 25         |
| 1990 | 363.990     | 1.408.807   | 25,8        | 39         | 16         | 23         | 9.333                     |         | 37        | 123       | 20         |
| 1997 | 284.783     | 1.831.583   | 15,5        | 57         | 41         | 16         | 4.996                     |         | 29        | 336       | 27         |
| 1999 | 303.932     | 1.930.000   | 15,7        | 58         | 48         | 10         | 5.240                     |         | 22        | 282       | 28         |
| 2002 | 323.082     | 1.967.082   | 16,4        | 65         | 56         | 9          | 4.970                     |         | 25        | 238       | 28         |
| 2004 | 342.123     | 1.988.123   | 17,2        | 72         | 66         | 6          | 4.751                     |         | 26        | 235       | 34         |
| 2006 | 389.000     | 2.061.201   | 18,9        | 96         | 90         | 6          | 4.052                     |         | 33        | 246       | 34         |
| 2011 | 557.738     | 2.620.659   | 21,3        | 95         | 89         | 6          | 5.870                     |         | 21        | 419       | 36         |
| 2013 | 696.138     | 2.744.000   | 25,4        | 92         | 92         |            | 7.566                     |         | 13        | 397       | 40         |
| 2016 | 888.588     | 2.282.108   | 38,9        | 93         | 88         | 5          | 9.554                     |         | 98        | 438       | 40         |
| 2019 | 951.500     | 2.349.429   | 40,5        | 99         | 97         | 2          | 9.611                     |         | 98        | 468       | 41         |
| 2021 | 976.830     | 2.422.201   | 40,3        | 121        | 115        | 6          | 8.072                     |         | 103       | 505       | 43         |